# Cliff Pondexter
Clifton ""Cliff" Pondexter (Fresno, California, 17 de septiembre de 1954) es un exjugador de baloncesto estadounidense que jugó 3 temporadas en la NBA, además de hacerlo en la liga francesa y en la liga italiana. Con 2,05 metros de altura, lo hacía en la posición de ala-pívot.

## Trayectoria deportiva

### Universidad
Jugó durante una temporada con los 49ers de la Universidad Estatal de California, Long Beach, en la que promedió 15,6 puntos y 8,6 rebotes por partido.

### Profesional
Fue elegido en la decimosexta posición del Draft de la NBA de 1974 por Chicago Bulls, y también por los San Diego Conquistadors en la primera ronda del draft de la ABA, eligiendo la primera opción. Jugó durante dos temporadas con los Bulls, en las que fue uno de los últimos jugadopres del banquillo. Su mejor temporada fue la primera, en la que promedió 5,8 puntos y 5,1 rebotes por partido.
Al término de la temporada 1976-77 fue cortado por su equipo, siendo repescado dos meses más tarde como agente libre, pero siguió teniendo breves apariciones en la pista, por lo que al finalizar el año optó por continuar su carrera en Europa. Fichó por el Tours ASPO de la liga francesa, donde jugó tres temporadas promediando más de 24 puntos por partido, consiguiendo el título de campeón en 1980.
En 1981 se marchó a jugar a la liga italiana, fichando por el Bartolini Brindisi, donde jugó una temporada. Tras un año en blanco, fue contratado por el Scavolini Pesaro, donde jugaría su última temporada como profesional.

## Estadísticas de su carrera en la NBA

### Temporada regular
| Temporada | Edad | Equipo        | Liga | P   | TIT | MIN  | TC  | TCA | %TC  | 3P | 3PA | %3P | TL  | TLA | %TL  | R.OF. | R.DEF. | REB | ASIS | ROB | TAP | PER | FP  | PTS |
| 1975-76   | 21   | Chicago Bulls | NBA  | 75  |     | 17.7 | 2.1 | 5.1 | .411 |    |     |     | 1.6 | 2.4 | .670 | 1.5   | 3.6    | 5.1 | 1.2  | 0.4 | 0.3 |     | 1.8 | 5.8 |
| 1976-77   | 22   | Chicago Bulls | NBA  | 78  |     | 12.8 | 1.4 | 3.3 | .416 |    |     |     | 0.5 | 0.8 | .646 | 1.0   | 2.0    | 3.0 | 0.5  | 0.4 | 0.1 |     | 1.1 | 3.3 |
| 1977-78   | 23   | Chicago Bulls | NBA  | 44  |     | 12.1 | 0.8 | 1.9 | .435 |    |     |     | 0.3 | 0.5 | .700 | 0.8   | 2.1    | 3.0 | 2.0  | 0.4 | 0.3 | 0.7 | 1.5 | 2.0 |
| Total     |      |               | NBA  | 197 |     | 14.5 | 1.5 | 3.7 | .416 |    |     |     | 0.9 | 1.4 | .667 | 1.1   | 2.6    | 3.8 | 1.1  | 0.4 | 0.3 | 0.7 | 1.4 | 3.9 |

### Playoffs
| Temporada | Edad | Equipo        | Liga | P | MIN | TCA | TC | 3PA | 3P | TLA | TL | R.OF. | REB | ASIS | ROB | TAP | PER | FP | PTS | %TC  | %3P | %FT   | MIN | PTS | REB | AST |
| 1976-77   | 22   | Chicago Bulls | NBA  | 3 | 12  | 0   | 1  |     |    | 2   | 2  | 0     | 3   | 1    | 0   | 0   |     | 0  | 2   | .000 |     | 1.000 | 4.0 | 0.7 | 1.0 | 0.3 |
| Total     |      |               | NBA  | 3 | 12  | 0   | 1  |     |    | 2   | 2  | 0     | 3   | 1    | 0   | 0   |     | 0  | 2   | .000 |     | 1.000 | 4.0 | 0.7 | 1.0 | 0.3 |